# 威廉·费勒
威廉·费勒（英語：William Feller，1906年7月7日—1970年1月14日），克罗地亚裔美籍数学家，20世纪最伟大的概率学家之一。

## 生平
生于萨格勒布，1926年年仅20岁时在哥廷根大学获得博士学位，指导老师是希尔伯特和柯朗。1933年纳粹执政期间流亡丹麦，并曾在瑞典任教。1939年到美国，先后任教于布朗大学、康奈尔大学和普林斯顿大学。

## 学术成就
费勒在生灭过程、随机泛函、可列马尔可夫过程积分型泛函的分布、布朗运动与位势、超过程等方向上均成就斐然，对近代概率论的发展作出了卓越的贡献。他是权威数学杂志德国和美国《数学评论》的创始人和第一位主编。费勒在研究中对马尔可夫链和微分方程之间的关系做出了贡献，他在随机过程中对于的 {\displaystyle C_{0}} 半群生成元的研究为“费勒算子”理论提供了基础。

## 荣誉
费勒曾经担任国际数理统计协会主席，生前入选美国国家科学院、美国国家艺术与科学院院士。1969年荣获美国国家科学奖。

## 著作
- 概率论及其应用(第3版), 人民邮电出版社出版，2006年。